# Talibon
Talibon is een gemeente in de Filipijnse provincie Bohol op het gelijknamige eiland. Bij de census van 2015 telde de gemeente bijna 67 duizend inwoners.

## Geografie

### Bestuurlijke indeling
Talibon is onderverdeeld in de volgende 25 barangays:
| - Bagacay - Balintawak - Burgos - Busalian - Calituban - Cataban - Guindacpan - Magsaysay - Mahanay - Nocnocan - Poblacion - Rizal - Sag | - San Agustin - San Carlos - San Francisco - San Isidro - San Jose - San Pedro - San Roque - Santo Niño - Sikatuna - Suba - Tanghaligue - Zamora |

## Demografie
Talibon had bij de census van 2015 een inwoneraantal van 66.969 mensen. Dit waren 5.596 mensen (9,1%) meer dan bij de vorige census van 2010. Ten opzichte van de census van 2000 was het aantal inwoners gegroeid met 12.822 mensen (23,7%). De gemiddelde jaarlijkse groei in die periode kwam daarmee uit op 1,40%, hetgeen lager was dan het landelijk jaarlijks gemiddelde over deze periode (1,84%).

De bevolkingsdichtheid van Talibon was ten tijde van de laatste census, met 66.969 inwoners op 140,46 km², 476,8 mensen per km².

## Geboren in Talibon
- Carlos Garcia (4 november 1896), president van de Filipijnen (overleden 1971);
- Bernardito Auza (10 juni 1959), apostolisch nuntius voor Andorra en Spanje
- Arthur Yap (10 november 1965), politicus.

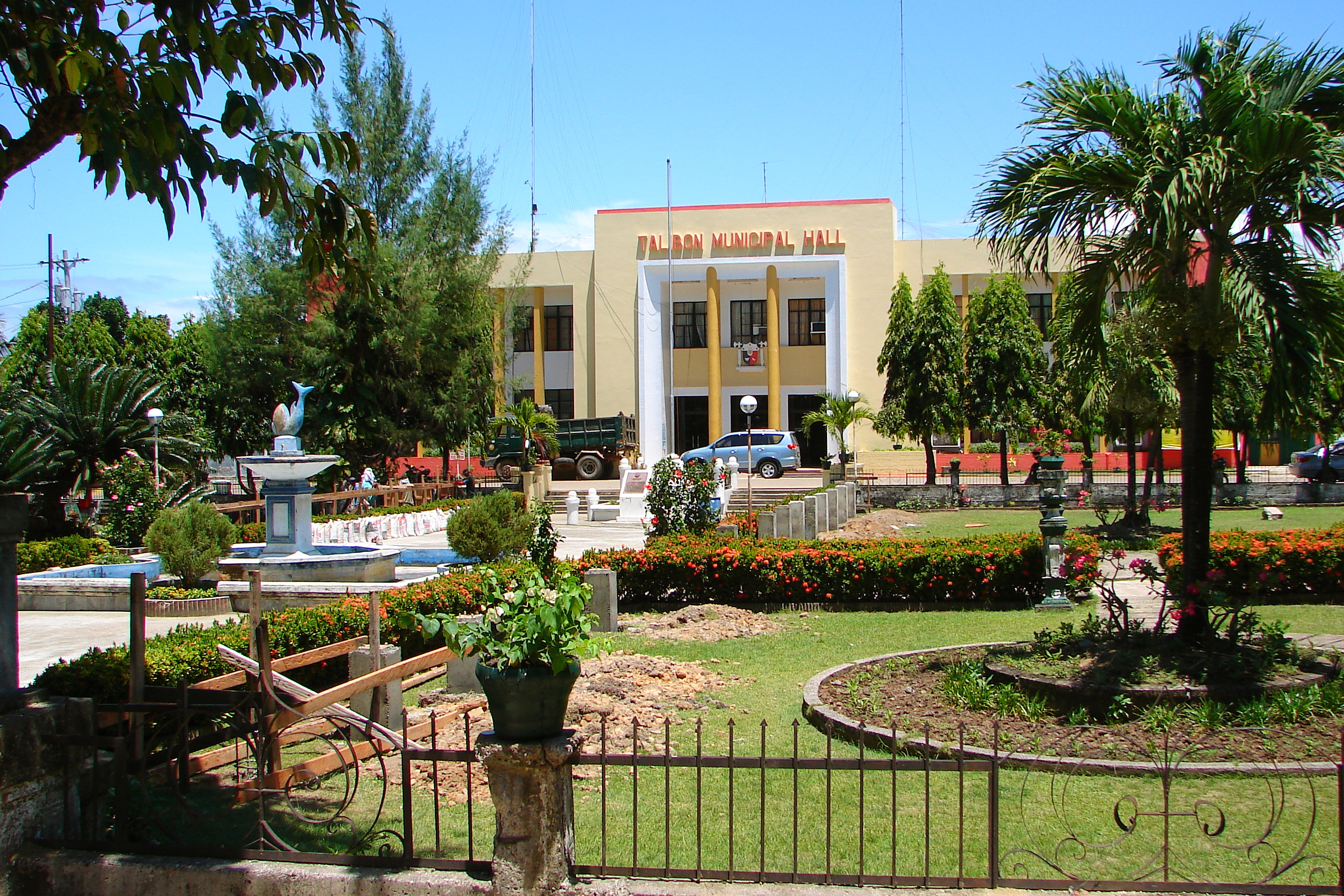
Gemeentehuis